# Desa Cipanas (administrativ by i Indonesien, Jawa Barat, lat -6,74, long 107,04)
Desa Cipanas är en administrativ by i Indonesien.   Den ligger i provinsen Jawa Barat, i den västra delen av landet, 60 km söder om huvudstaden Jakarta.